# Alright, Still
| Críticas profissionais                                                      | Críticas profissionais |
| Pontuações agregadas                                                        | Pontuações agregadas   |
| Fonte                                                                       | Avaliação              |
| --------------------------------------------------------------------------- | ---------------------- |
| Metacritic                                                                  | 79/100                 |
| Avaliações da crítica                                                       |                        |
| Fonte                                                                       | Avaliação              |
| Allmusic                                                                    | [ 2 ]                  |
| Blender                                                                     | [ 3 ]                  |
| The Guardian                                                                | [ 4 ]                  |
| musicOMH.com                                                                | [ 5 ]                  |
| The Observer                                                                | [ 6 ]                  |
| Pitchfork                                                                   | [ 7 ]                  |
| PopMatters                                                                  | [ 8 ]                  |
| Rolling Stone                                                               | [ 9 ]                  |
| Slant Magazine                                                              | [ 10 ]                 |
| Spin                                                                        | [ 11 ]                 |
| Esta tabela precisa de ser acompanhada por texto em prosa. Consulte o guia. |                        |

Alright, Still é o álbum de estreia da cantora britânica Lily Allen, lançado em 13 de julho de 2006 pela Regal Recordings. Depois de ser rejeitada por várias gravadoras, Allen assinou contrato com a London Records, que eventualmente perdeu o interesse em Allen, levando-a a conhecer o duo Future Cut e assinar com a Regal Recordings. A gravação do álbum começou em 2004, com sessões entre Allen e Future Cut, e o trabalho de Allen ganhou notoriedade quando ela publicou demos em sua conta do Myspace antes de serem oficialmente publicadas. Allen mais tarde viajou para os Estados Unidos para trabalhar com Greg Kurstin e Mark Ronson, para completar o álbum.
Alright, Still é predominantemente um álbum de música pop, com canções que são fortemente influenciadas pela música ska da Jamaica, reggae e hip hop. As letras são sobre relacionamentos passados e um senso de humor negro. Devido aos casos de forte linguagem de uma grande maioria das canções, o álbum foi lançado com um aviso Parental Advisory, embora a canção "Friday Night" esteja censurada em todas as versões do álbum.
Após o lançamento, Alright, Still recebeu elogios da imprensa musical britânica, com os críticos internacionais chamando Allen e a gravação de "originais". O álbum foi bem sucedido comercialmente no Reino Unido, onde se estreou no número dois no UK Albums Chart e mais tarde foi disco de platina triplo. Alright, Still, vendeu mais de 2,5 milhões de cópias em todo o mundo. O álbum ganhou uma indicação para Melhor Álbum de Música Alternativa no 50º Grammy Awards. O álbum foi promovido por quatro singles, incluindo os hits "Smile" e "LDN".

## Faixas
| N.º | Título                        | Compositor(es)                                                                                               | Duração |  |
| 1.  | "Smile"                       | Lily Allen, Iyiola Babalola, Darren Lewis, Jackie Mittoo                                                     | 3:17    |  |
| 2.  | "Knock 'Em Out"               | Allen, Babalola, Earl King, Lewis                                                                            | 2:53    |  |
| 3.  | "LDN"                         | Allen, Babalola, Lewis, Tommy McCook                                                                         | 3:10    |  |
| 4.  | "Everything's Just Wonderful" | Allen, Greg Kurstin                                                                                          | 3:28    |  |
| 5.  | "Not Big"                     | Allen, Kurstin                                                                                               | 3:16    |  |
| 6.  | "Friday Night"                | Allen, Johnny Bull, Pablo Cook                                                                               | 3:06    |  |
| 7.  | "Shame for You"               | Allen, Blair MacKichan                                                                                       | 4:06    |  |
| 8.  | "Littlest Things"             | Allen, Pierre Bachelet, Mark Ronson, Hervé Roy                                                               | 3:20    |  |
| 9.  | "Take What You Take"          | Allen, Babalola, Lewis                                                                                       | 4;06    |  |
| 10. | "Friend of Mine"              | Allen, Babalola, O'Kelly Isley, Ernest Isley, Rudolph Isley, Ronald Isley, Marvin Isley, Chris Jasper, Lewis | 3:57    |  |
| 11. | "Alfie"                       | Allen, Kurstin                                                                                               | 2:46    |  |

| Faixas bônus da edição deluxe do iTunes |                                                 |                               |         |  |
| N.º                                     | Título                                          | Compositor(es)                | Duração |  |
| 1.                                      | "Mr Blue Sky"                                   | Jeff Lynne                    | 3:42    |  |
| 2.                                      | "Cheryl Tweedy"                                 | Allen, Karen Poole, Dom Carey | 3:15    |  |
| 3.                                      | "Nan You're a Window Shopper"                   | Allen, Babalola, Lewis        | 2:59    |  |
| 4.                                      | "Blank Expression"                              | Dammers, The Specials         | 2:32    |  |
| 5.                                      | "Absolutely Nothing"                            | Allen, Poole                  | 4:08    |  |
| 6.                                      | "U Killed It"                                   | Allen, Kurstin                | 4:24    |  |
| 7.                                      | "Everybody's Changing"                          | Keane                         | 2:40    |  |
| 8.                                      | "Naïve" (BBC Radio 1's Jo Whiley's Live Lounge) | The Kooks                     | 3:46    |  |

| Edição americana |                               |                                      |         |  |
| N.º              | Título                        | Compositor(es)                       | Duração |  |
| 12.              | "Nan You're a Window Shopper" | Allen, Babalola, Lewis               | 2:58    |  |
| 13.              | "Smile" (Versão limpa)        | Allen, Babalola, Lewis, Mittoo, Dodd | 3:13    |  |

| Edição americana (iTunes) |                    |                             |         |  |
| N.º                       | Título             | Compositor(es)              | Duração |  |
| 14.                       | "Blank Expression" | Jerry Dammers, The Specials | 2:30    |  |

| Edição britânica |                               |                               |         |  |
| N.º              | Título                        | Compositor(es)                | Duração |  |
| 12.              | "Cheryl Tweedy"               | Allen, Karen Poole, Dom Carey | 3:29    |  |
| 13.              | "U Killed It"                 | Allen, Kurstin                | 3:29    |  |
| 14.              | "Nan You're a Window Shopper" | Allen, Babalola, Lewis        | 2:58    |  |

| Edição japonesa |                      |                               |         |  |
| N.º             | Título               | Compositor(es)                | Duração |  |
| 12.             | "Cheryl Tweedy"      | Allen, Karen Poole, Dom Carey | 3:29    |  |
| 13.             | "Absolutely Nothing" | Allen, Poole                  | 4:02    |  |

## Desempenho nas paradas musicais
| Parada musical           | País           | Melhor Posição | Fonte |
| ------------------------ | -------------- | -------------- | ----- |
| UK Albums Chart          | Reino Unido    | 2              |       |
| Argentinian Albums Chart | Argentina      | 3              |       |
| Irish Albums Chart       | Irlanda        | 6              |       |
| Australian Albums Chart  | Austrália      | 7              |       |
| Norway Albums Chart      | Noruega        | 15             |       |
| EUA Billboard 200        | Estados Unidos | 20             |       |
| Canadian Albums Chart    | Canadá         | 21             |       |
| Italian Albums Chart     | Itália         | 22             |       |
| New Zealand Albums Chart | Nova Zelândia  | 22             |       |
| Belgian Albums Chart     | Bélgica        | 24             |       |
| Dutch Albums Chart       | Holanda        | 27             |       |
| Swedish Albums Chart     | Suécia         | 42             |       |
| French Albums Chart      | França         | 47             |       |
| Swiss Albums Chart       | Suíça          | 53             |       |

### Vendas e certificações
| País           | Certificação | Vendas     |
| -------------- | ------------ | ---------- |
| Estados Unidos | Ouro         | 750,000+   |
| Nova Zelândia  | Ouro         | 10,000+    |
| Austrália      | Platina      | 100,000+   |
| Irlanda        | Platina      | 20,000+    |
| Canadá         | Ouro         | 60,000+    |
| Argentina      | Ouro         | 20,000+    |
| Reino Unido    | 3× Platina   | 1,150,000+ |